# 平林清澄
平林 清澄（ひらばやし きよと、2002年12月4日 - ）は、日本の陸上競技選手。福井県越前市出身。國學院大學経済学部卒業。ロジスティード陸上部に所属し、専門種目は長距離走。

## 経歴
越前市立武生第五中学校、福井県立美方高等学校、國學院大學出身。

### 大学時代

#### 大学1年次
2021年10月10日の第33回出雲駅伝ではルーキーながら最終6区に抜擢され、大学三大駅伝デビューを果たす。3位で襷を受けると出雲大社前で東洋大・柏優吾を抜き2位に浮上。一時は3位グループの柏と青学大・横田俊吾を引き離したものの、終盤ペースを落とし再び差が詰まる。残り600mで横田にかわされると、ゴール手前の直線では柏にも抜き返され4位でフィニッシュ。区間5位と粘りの走りを見せたが、惜しくも表彰台には届かなかった。
11月7日の第53回全日本大学駅伝では7区を担当し、区間3位の好走で8位から7位に浮上。チームは8区・伊地知賢造の区間賞で3人を抜き、総合4位に食い込んだ。
2022年1月2日・3日の第98回箱根駅伝では1年生ながら最長区間の9区を担当。10位で襷を受けると、5人を抜いて一気に5位まで浮上させた。区間賞を獲得した青学大・中村唯翔には52秒差をつけられたが、従来の区間記録に6秒差まで迫る1時間08分07秒（区間歴代4位、区間2位）の快走を見せた。チームは総合8位でシード権を獲得した。
3月13日の日本学生ハーフマラソン選手権大会では1時間01分50秒の自己ベストを記録し、優勝を果たした。

#### 大学2年次
2022年10月10日の第34回出雲駅伝では3区を担当。5位で襷を受け区間6位の走りを見せたが、順位を1つ下げる。チームは4区で一気に4人を抜くと、最後は中央大との2位争いを制し準優勝を果たした。
11月6日の第54回全日本大学駅伝では前年同様7区に出走。1位と1分58秒差の3位で襷を受けると2位の順大・伊豫田達弥と併走状態が続いたが、2km過ぎで青学大・近藤幸太郎に26秒差を追いつかれ3人の集団となる。その後近藤には大きく離されたものの、前回よりもタイムを1分以上縮めた。チームは最終8区の15km過ぎに青学大をかわし、大学史上最高順位（当時）となる2位でフィニッシュした。
2023年1月2日、3日の第99回箱根駅伝ではエース区間の2区を担当。12位で襷を受けると、区間7位ながらも順位を6つ押し上げ6位に浮上させた。チームは往路を4位で終え、翌日の復路では順位を落とす場面もあったが総合4位を維持。5年連続でシード権を獲得した。

#### 大学3年次
2023年7月8日のホクレン・ディスタンスでは10000mに出場し、27分55秒15の自己ベストを記録した。
2023年10月9日の第35回出雲駅伝では6区を担当。4位で襷を受けると3位の青学大・鶴川正也を追い抜き、順位を1つ上げてフィニッシュした。
11月5日の第55回全日本大学駅伝では3年連続で7区を担当。3位の中央大・湯浅仁と2人で並走を続け、2位の青学大・太田蒼生との差を34秒詰める。平林は湯浅、駒澤大・鈴木芽吹等を抑え自身初となる区間賞を獲得した。その後、8区の伊地知が青学大、中央大と激しく競り合ったが、最後は青学大に5秒及ばず3位となった。
翌年1月2日・3日の第100回箱根駅伝では2年連続で2区を担当。1区の伊地知が出遅れ17位からのスタートとなったが、前回の自身の記録を1分以上上回る区間3位の走りで8人を抜き、9位で襷を繋いだ。チームは往路6位、復路5位で総合5位となり、6年連続でシード権を獲得した。
箱根駅伝の翌日、新チームの主将となることが発表された。
2024年2月25日の大阪マラソンで初めてフルマラソンに挑戦。32キロ過ぎに先頭に立つと、小山直城、吉田祐也ら有力選手を振り切って初優勝を遂げた。記録は日本歴代7位（当時）となる2時間06分18秒で、学生日本記録（2時間07分47秒）・初マラソン日本記録（2時間06分45秒）を更新した。

#### 大学4年次
10月14日に行われた第36回出雲駅伝では自身3度目となる最終6区を担当し、上原琉翔から2位と4秒差のトップで襷を受ける。一度は駒澤大・篠原倖太朗に追いつかれたが、4km過ぎにロングスパートを仕掛け再び引き離す。平林はそのまま大きく差を広げ、区間賞の活躍で5年ぶり2回目となる優勝のゴールテープを切った。
11月3日の第56回全日本大学駅伝では4年連続で7区を担当し、山本歩夢から4秒差の2位で襷を受ける。青学大・太田と熾烈な先頭争いを繰り広げたが、差は変わらず2位のまま襷を繋ぐ。チームは最終8区の上原琉翔が青学大・塩出翔太に競り勝ち、初優勝を飾った。
第101回箱根駅伝では3年連続で2区を担当。平林は早大・山口智規、日体大・山崎丞こそかわしたものの、区間新記録ペースで追い上げた東国大・リチャード・エティーリ、青学大・黒田朝日、創価大・吉田響、中央学大・吉田礼志に追い抜かれ、順位を6位から8位へ2つ落とす結果となった。その後は青学大に後れを取り、往路6位・復路3位の総合3位に終わった。チームとしての過去最高順位（第96回大会）に並ぶ結果となったが、史上6校目の大学駅伝三冠を逃した。
2025年2月2日に行われた別府大分毎日マラソンでは30キロ過ぎに先頭に立つも35キロ地点で先頭集団から遅れ、後半急失速してしまい、9位となった。このレースは2025東京世界陸上競技選手権大会予選も兼ねていたが、日本代表入りとはならなかった。

## 戦績・記録

### 大学三大駅伝戦績
| 学年               | 出雲駅伝                    | 全日本大学駅伝              | 箱根駅伝                          |
| ------------------ | --------------------------- | --------------------------- | --------------------------------- |
| 1年生 （2021年度） | 第33回 6区-区間5位 30分46秒 | 第53回 7区-区間3位 52分22秒 | 第98回 9区-区間2位 1時間08分07秒  |
| 2年生 （2022年度） | 第34回 3区-区間6位 24分06秒 | 第54回 7区-区間4位 50分58秒 | 第99回 2区-区間7位 1時間07分32秒  |
| 3年生 （2023年度） | 第35回 6区-区間4位 29分51秒 | 第55回 7区-区間賞 51分07秒  | 第100回 2区-区間3位 1時間06分26秒 |
| 4年生 （2024年度） | 第36回 6区-区間賞 29分03秒  | 第56回 7区-区間2位 50分07秒 | 第101回 2区-区間8位 1時間06分38秒 |

## マラソン全成績
| 開催年月日     | 大会                       | 順位 | 記録          | 備考                       |
| -------------- | -------------------------- | ---- | ------------- | -------------------------- |
| 2024年02月25日 | 第12回大阪マラソン         | 優勝 | 2時間06分18秒 | 初マラソン日本記録（当時） |
| 2024年08月25日 | 第36回北海道マラソン       | 70位 | 2時間41分19秒 |                            |
| 2025年02月04日 | 第73回別府大分毎日マラソン | 9位  | 2時間09分13秒 |                            |

## 自己ベスト
- 5000m - 13分55秒30
- 10000m - 27分55秒15
- ハーフマラソン - 1時間01分23秒
- マラソン - 2時間06分18秒